# Gunnesbo IP

Gunnesbo IP är en idrottsplats på Gunnesbo i nordvästra Lund i Sverige. Här finns en gräsplan för fotboll som används av ungdomslag från Lunds BoIS  och det finns också en löparbana för hundrameterslopp och en längdhoppsgrop.